# غوين لي
غوين لي (بالإنجليزية: Gwen Lee)‏ هي عارضة وممثلة أمريكية، ولدت في 12 نوفمبر 1904 بهاستينغس في الولايات المتحدة، وتوفيت في 20 أغسطس 1961 برينو في الولايات المتحدة بسبب سرطان الرحم.

## أعمال

### أفلام
- (1925) العصر البلاستيكي

## وصلات خارجية
- غوين لي على موقع IMDb (الإنجليزية)
- غوين لي على موقع أول موفي (الإنجليزية)
- غوين لي على موقع قاعدة بيانات الأفلام السويدية (السويدية)
- غوين لي على موقع قاعدة بيانات الفيلم (الإنجليزية)
- غوين لي على موقع كينوبويسك (الروسية)